# Fosas comunes en Chechenia

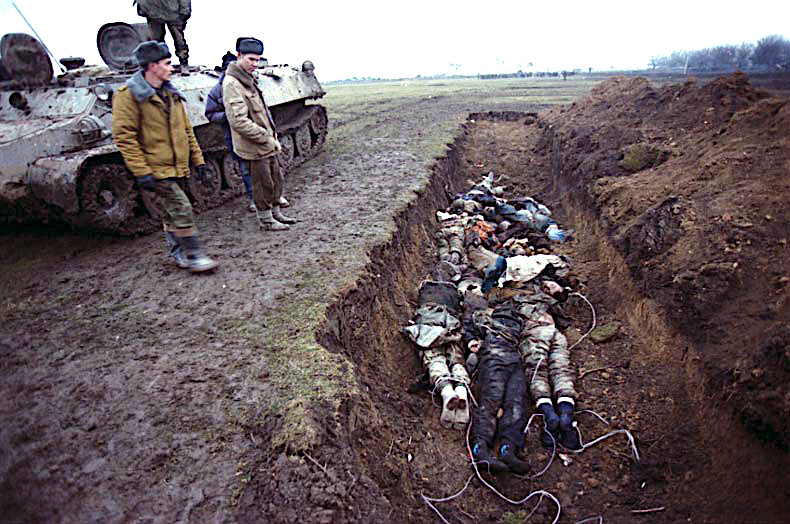
Una fosa común en Chechenia.

Las fosas comunes en Chechenia con cientos de cadáveres han sido descubiertas desde inicios de las guerras chechenas en 1994. Para junio de 2008, se habían registrado 57 fosas comunes en toda Chechenia. Según Amnistía Internacional, miles de personas habrían sido enterradas en tumbas sin marcar, incluyendo hasta 5.000 civiles que desaparecieron desde el inicio de la segunda guerra chechena en 1999. En 2008, se descubrió la mayor tumba masiva hasta la fecha en Grozni, la cual contenía 800 cuerpos de la primera guerra chechena en 1995. La política general rusa hacia las fosas comunes chechenas consiste en no exhumarlas.

## Descubrimiento
En un informe de mayo de 2001, Human Rights Watch documentó ocho tumbas sin marcar, todas las cuales fueron descubiertas en 2000 y 2001; HRW también documentó ocho casos en los cuales los cadáveres habían sido simplemente tirados al lado de los caminos, en terrenos de hospitales o en otros lugares. Por su parte, el Memorial Human Rights Center registró varios casos. La mayoría de los cadáveres mostraban heridas de bala de corta distancia, típicas de las ejecuciones sumarias, y signos de mutilación: exámenes de algunos de estos cuerpos han revelado que algunas de estas mutilaciones fueron infligidas cuando los detenidos todavía estaban vivos, lo que indicaría que las víctimas fueron severamente torturadas. El 29 de marzo de 2001, el Alto Comisionado de las Naciones Unidas para los Derechos Humanos (UNHCR), Mary Robinson, hizo un llamado por una investigación exhaustiva sobre las fosas comunes en Chechenia. En una declaración durante la sesión 57.ª del UNHCR, Robinson sostuvo que las fosas comunes «debían ser objeto de seguimiento y de una investigación exhaustiva».
En 2003, residentes y activista pro-derechos humanos denunciaron que se estaban encontrando fragmentos de cuerpos, esparcidos a lo largo de toda la región que estuvo en guerra. Los críticos alegaron que en lugar de poner fin a las violaciones a los derechos humanos, los militares parecían haber estado haciendo todo lo posible por esconderlas. Se informó que las familias eran extorsionadas a pagar un rescate a las tropas rusas a cambio de los cadáveres. El 31 de marzo de 2003, el comisionado de derechos humanos del Gobierno ruso Oleg Mironov hizo un llamado a las autoridades para que develaran la ubicación de las fosas comunes en Chechenia para identificar los cuerpos, establecer los motivos de sus muertes «y, luego, enterrarlos como los seres humanos se merecen». Al mismo tiempo, Mironov rechazó la propuesta del Asamblea Parlamentaria del Consejo de Europa de establecer un tribunal internacional que investigue los presuntos crímenes de guerra cometidos en Chechenia.
El 16 de junio de 2005, el Gobierno local prorruso anunció que había 52 fosas comunes en Chechenia. El presidente del comité por los derechos civiles del Gobierno checheno Nurdi Nukhazhiyev fue citado por la agencia de noticias ITAR-TASS al declarar que las fosas habían sido abiertas, por lo que el número total de muertos era difícil de determinar. Para 2005, Amnistía Internacional estimó que hasta 5.000 personas que habían desaparecido desde 1999, de una población de aproximadamente un millón, todavía seguían desaparcidos.
Para 2008, la exhumación e identificación de los cuerpos en casi 60 fosas comunes localizadas, pero abiertas, sigue siendo un problema. Las organizaciones pro-derechos humanos europeas han financiado la construcción de un laboratorio para identificar a los cuerpos. No ha sido para los equipos de reconstrucción en Grozni que hallaran colecciones de cuerpos y algunos de ellos fueron discretamente movidos para hacer espacio para la reconstrucción. Según el Gobierno checheno prorruso, 4.825 personas desaparecieron, sin rastro, en toda Chechenia entre 1994 y julio de 2008.